# Приватний детектив
В літературі поняття «детектив», що не вперше застосував в 1853 році  Чарльз Дікенс в романі  «Холодний дім», герой якого - поліцейський, що представлявся - «інспектор-детектив». З того часу поняття «детектив»  щільно увійшло як в літературу, так і в юридичну практику. 
У сучасному інформаційному полі часто під детективом розуміють різновид творів масової культури (прозаїчні детективні твори, кінофільми) в яких розкривається певна таємниця, пов'язана зі злочином. Серед представників цього жанру відомі автори детективного жанру — Едгар По, Вілкі Колінз, Артур Конан Дойл, Агата Крісті, Г. Честертон, Ж. Сіменон  та багато інших, а також улюбленці багатьох читачів персонажі детективного літературного жанру Нат Пінкертон, Нік Картер, Перрі Мейсон, комісар Мегре, Аніскін, та, безумовно, неперевершений Шерлок Холмс, чиї розслідування досить заплутаних справ не позбавлені інтелектуальних надбань.
В юридичному розумінні  «детекти́в» (англ. Detective – «агент з розшуку», з лат. detectio — «розкриття») – спеціаліст з виявлення і розкриття злочинів. 
Приватний детектив – приватна особа, яка здійснює інформаційно-пошукову роботу за дорученням іншої фізичної чи юридичної особи для встановлення певних юридичних фактів чи обставин певних подій, але не є при цьому співробітником правоохоронних органів та не володіє владними повноваженнями.
У більшості країн світу приватна детективна (розшукова) діяльність визнана на державному рівні, врегульована законами й оптимально використовується задля збільшення можливості громадян та юридичних осіб у захисті своїх законних прав та інтересів.

## Стан реалізації Інституту приватних детективна в Україні
3 лютого 2016 року Комітет Верховної Ради України з питань законодавчого забезпечення правоохоронної діяльності розглянув на своєму засіданні та рекомендував до розгляду і прийняття ВР України проект Закону України «Про приватну детективну (розшукову) діяльність» (реєстр. № 3726 від 28.12.2015 р.), поданий народними депутатами України Паламарчуком М.П. Кожемякіним А.А., Продан О.П., Тетеруком А.А. Метою даного законопроекту є законодавче врегулювання здійснення приватної детективної (розшукової) діяльності як одного з шляхів забезпечення конституційних гарантій людини та громадянина на захист своїх законних прав та інтересів.
Законопроектом передбачалось, що приватна детективна (розшукова) діяльність - дозволена органами Національної поліції України підприємницька діяльність приватних детективів або об’єднань приватних детективів щодо надання замовникам на платній договірній основі детективних послуг з метою захисту їхніх законних прав та інтересів на підставах та в порядку, що передбачені законом.
13 квітня 2017 року Народні депутати ухвалили законопроект №3726 «Про приватну детективну (розшукову) діяльність» та голосами 261 народних депутатів, поданих «за»,  прийняли його в остаточному вигляді як Закон України, але даний закон не набув чинності у зв'язку з його неоприлюдненням в передбаченому для такої процедури  порядку .

## Приватна детективна діяльність в Європейських та інших зарубіжних країнах
Сполучені Штати Америки, Велика Британія, Франція, Німеччина, Канада, Індія, Ізраїль, Японія, Норвегія, Іспанія, Італія, Португалія, Мексика та багато інших країн світу являють собою ті регіони планети, де запровадження інститутів приватних детективів, приватних детективних підприємств (агентств) та їх об’єднань стало у свій час наслідком реагування влади на нагальні соціальні виклики, і тому на сьогодні, існування та діяльність таких недержавних інституцій є у них явищем звичайним, усталеним і достатньо унормованим національним законодавством.
Приватна детективна діяльність країн континентальної Європи і англосаксонської правової системи мають певні загальні риси і окремі відмінності.
У Франції приватний детектив – це особа, яка займається розслідуванням і проводить експертні дослідження в порядку приватного обвинувачення за певну винагороду. Законодавство Франції чітко відокремлює професію приватного детектива від професії юриста, діяльності нотаріуса, поліції та інших близьких за сутністю професій. У Кодексі національної безпеки (книга VI, розділ ІІ) закріплено поняття детектива як особи, котра здійснює професійну діяльність, що виходить за рамки офіційних поліцейських процедур у галузі приватного права, з метою захисту інтересів особи на умовах конфіденційності 
Університет Пантеону в Парижі з 2006 ро- ку пропонує 2-річну програму підготовки детектива з виданням диплома державного зразка. Детективи у Франції не мають права на носіння вогнепальної зброї.  
Діяльність приватних детективів у Франції здебільшого здійснюється щодо:
– вирішення сімейних конфліктів (справи про зраду, насилля в сім’ї);
– вирішення трудових спорів (незаконне звільнення, розкриття комерційної таємниці, недоброчесна конкуренція);
– вирішення економічних справ (бізнес- ризики, вивчення кандидатів на роботу, контроль персоналу);
– вирішення фінансових питань у приватному секторі (кредитні історії клієнтів, справи про спадщину);
– вирішення організаційних бізнес-питань (вивчення конкурентів, здійснення заходів без- пеки бізнес-структури, правова підтримка підприємницької діяльності); – вирішення страхових справ;
– збору інформації в інтересах клієнта у кримінальних справах  
В Італії приватна детективна діяльність регулюється розділом IV (ст. 133–141) Кодексу законів про громадську безпеку (Testo unico delle leggi di pubblica sicurezza) 1931 року. Державні органи, юридичні та приватні особи в Італії мають право звертатися з метою здійснення розслідування або отримання будь-якої інформації, що їх цікавить, у приватні детективні бюро (служби, агентства). Для здійснення приватної детективної діяльності в Італії потрібно отримати спеціальну ліцензію, яка видається відділом ліцензування поліцейської дільниці за погодженням з місцевим органом державної влади (Управлінням префектури (області). 
В Іспанії діяльність приватних детективів регулюється законом № 23 1992 року та Королівським декретом № 2364 1994 року. Відповідно до цих нормативно-правових актів приватна детективна діяльність відмежовується від приватної охоронної діяльності. Приватний детектив не може займатися діяльністю, яку виконують приватні охоронні агентства, і, відповідно, навпаки. 
У Великій Британії в 2001 році був ухвалений закон, який ввів обов’язкове ліцензування приватної детективної діяльності, а відповідно, і реєстрацію приватних детективів. 
Детективні агентства Великої Британії, зокрема, виконують такі завдання:  розробка заходів безпеки за контрактами з урядовими органами;  ведення переговорів з терористами, які захопили заручників;  виконання завдань клієнтів щодо спостереження за їхніми близькими родичами;  виявлення факторів подружньої зради;  установлення фінансового становища і кредитоспроможності майбутніх партнерів у бізнесі тощо.
У Великій Британії існує велика кількість приватних розшукових агентств. Найповніший перелік таких бюро (із зазначенням контактної інформації) представлений на офіційному сайті Асоціації британських слідчих (Association of British Investigators, http://www.theabi.org.uk). 
У США немає єдиного федерального закону про приватну детективну діяльність, тому її нормативно-правове регулювання здійснюється у кожному штаті окремо.